# Bimārestān

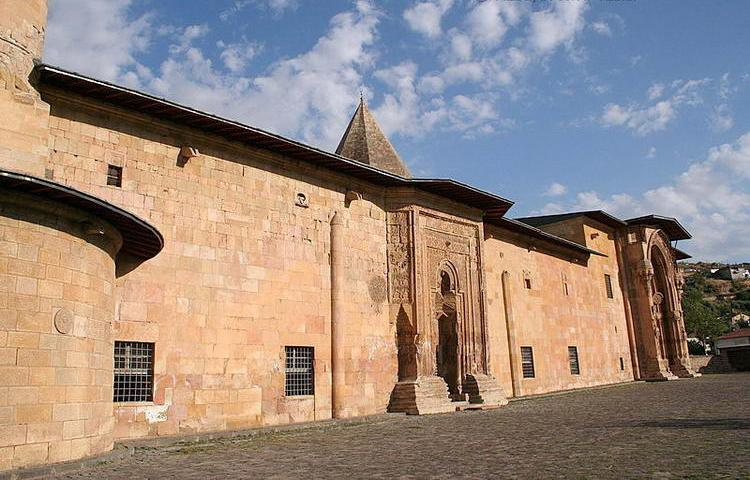
Fassade des Darüşşifa von Divriği (1128/9), Sivas

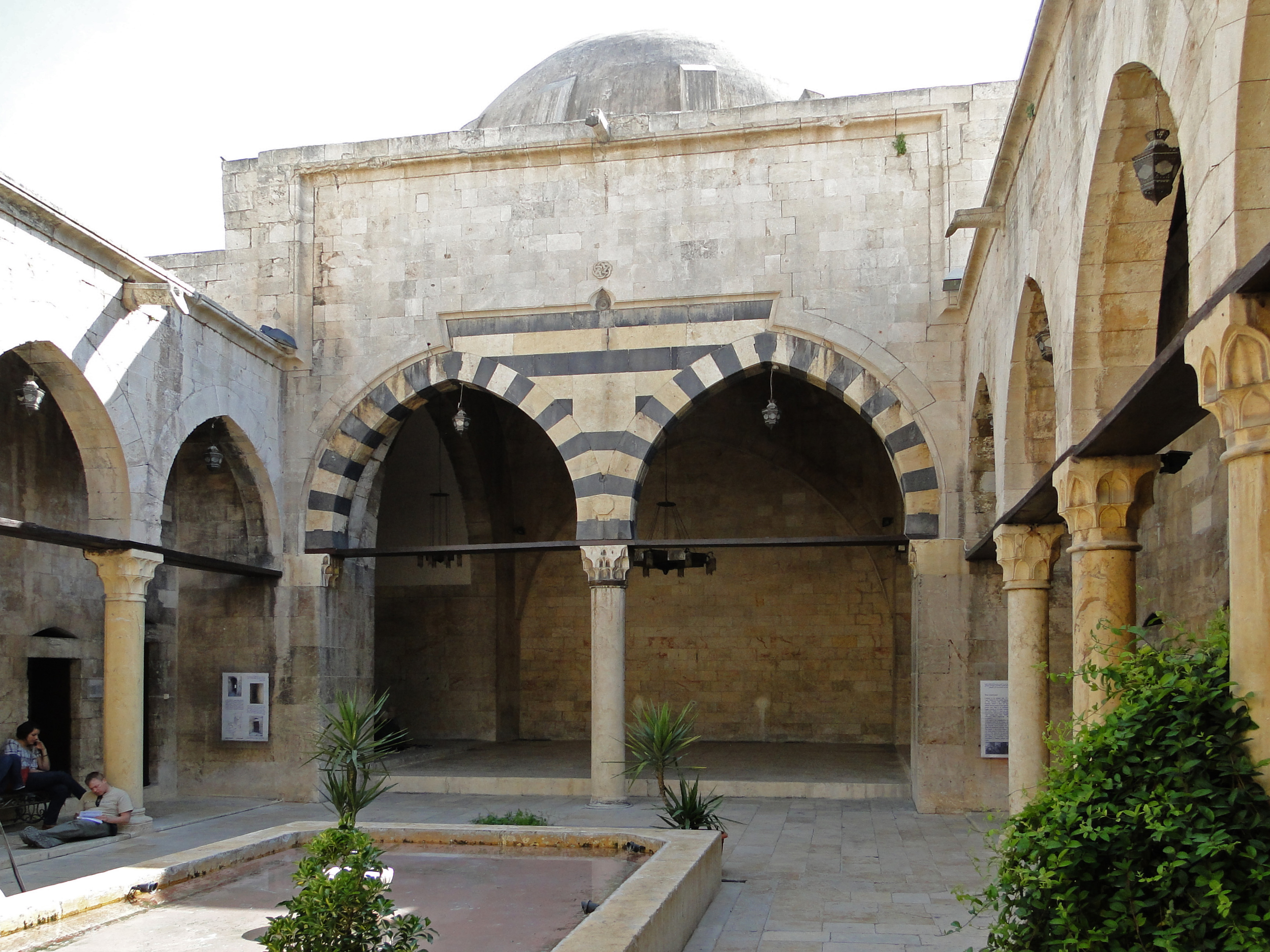
Innenhof des Bimaristan Argun (1354), Aleppo

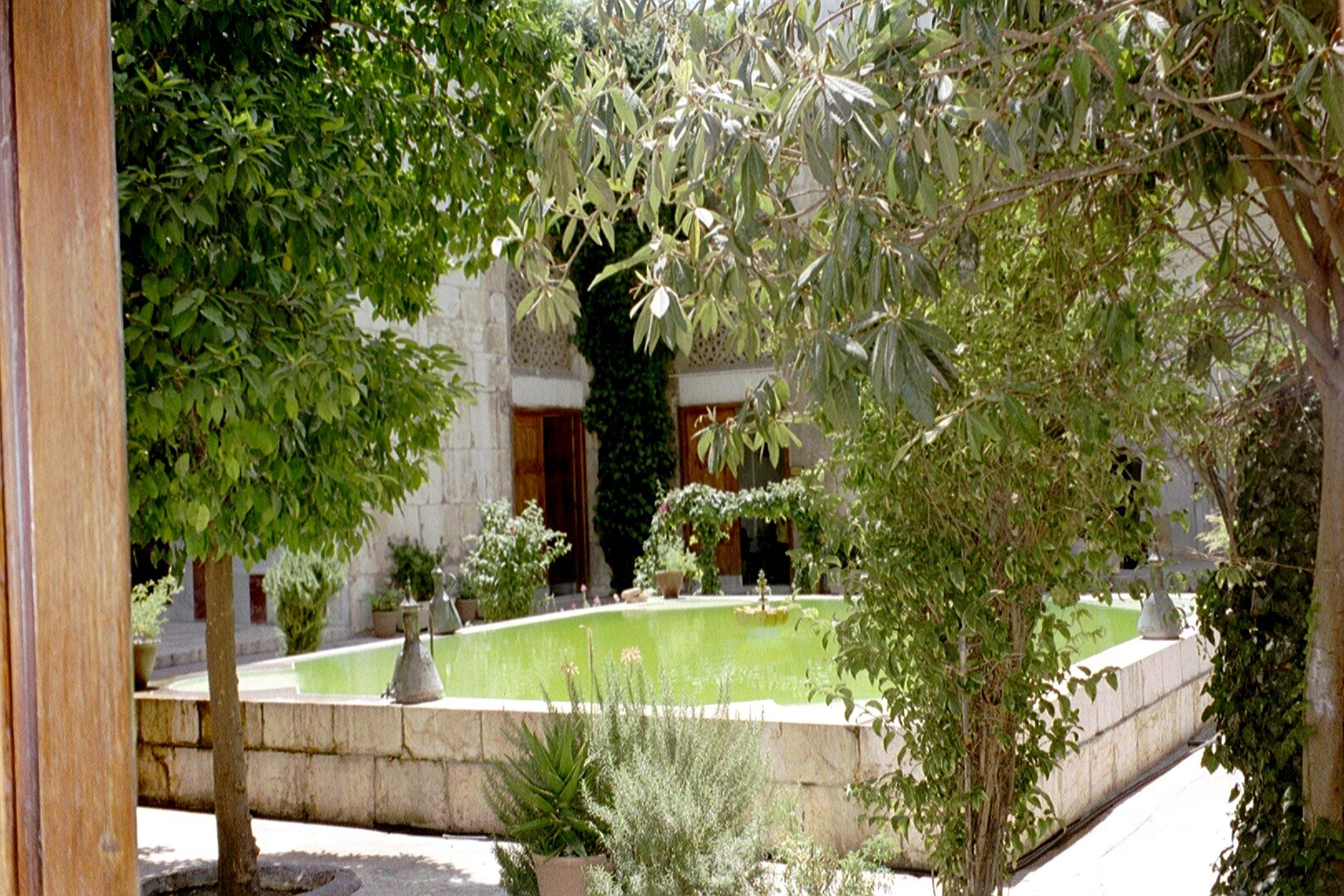
Innenhof des Bimaristan des Nur ad-Din, Damaskus

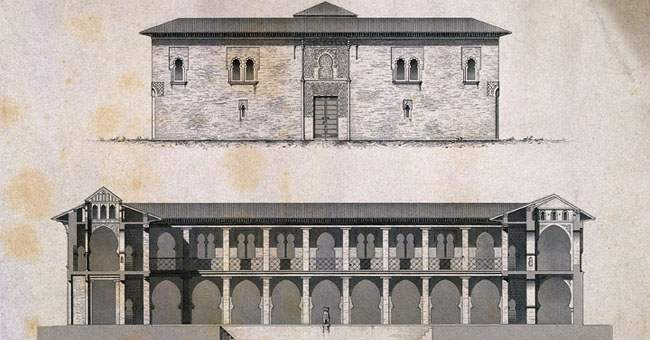
Bimaristan von Granada

Bimārestān oder Bimaristan (persisch بیمارستان, ‚Krankenhaus‘) ist der persische Begriff für Krankenhaus (bimār = „krank“ Pahlavi (aus: vīmār oder vemār), mit der Nachsilbe „-stān“ = Örtlichkeit). Sowohl der Begriff bimārestān als auch die kürzere Variante mārestān fanden Einzug in die al-ʿarabiyya (das Arabische). Die mittelalterliche Umma verwendete den Begriff bereits als einen Ort, an dem sich der Patient dank professioneller Hilfe auskurieren konnte.

## Ursprung
Das älteste iranische Hospital, über das Informationen bestehen, lag in der Akademie von Gundischapur (früher: Bēt Lapaṭ, syrisch: Beth-Lapat). Es wurde zu einem unbekannten Zeitpunkt (nach 271) begründet und war der seinerzeitigen Medizin verschrieben. Der berühmteste Arzt und Zeitgenosse des Propheten Mohammed war al-Ḥariṯ ben-Kalada aṯ-Ṯaqafī. Er soll mit der persischen Akademie von Gundischapur in Verbindung gestanden, vielleicht sogar dort studiert haben. Auf Mohammeds eigenen Wunsch soll ben-Kalada einen der Prophetengefährten (Sahāba) behandelt haben, so dass davon auszugehen ist, dass auch Mohammed den Ruf der Akademie kannte und sich dort ausgebildeter Ärzte bediente. Kontakte zwischen der Akademie von Gondischapur und der Umayyaden-Dynastie werden als wahrscheinlich angesehen, eine offizielle Verbindung ist jedoch erst zur Zeit der Abbasiden dokumentiert: Kalif al-Mansūr (714–775) berief den Arzt Jergīs b. Jebrāʾīl, den Leiter des Hospitals, nach Bagdad, um sich behandeln zu lassen.

## Organisation
Ein großes Bimārestān war für gewöhnlich in zwei Abteilungen gegliedert, eine Ambulanz und eine Krankenstation. Ambulante Patienten erhielten üblicherweise nach ihrer Untersuchung eine Verschreibung, mit der er in der Apotheke Medikamente erhalten konnte. War eine Behandlung im Hospital erforderlich, wurde der Patient in die entsprechende Abteilung eingewiesen. Jede Abteilung besaß eine Anzahl an Ärzten sowie männlichen und weiblichen Pflegekräften (farrāš). Weitere Hilfskräfte (mošref und qāʾem) waren den Pflegern unterstellt und hatten die zusätzliche Aufgabe, Almosen einzuwerben. Weitere Angestellte waren der Abteilungsverwalter (wakīl), der Aufseher (nāẓer), ein Finanzaufseher (ḵazānadār) und der Türsteher (darbān). Weitere Angestellte überwachten die Stiftungsgelder und deren Verwendung.

## Rolle in der islamischen Kultur
Im gesamten islamischen Kulturraum entstanden in den meisten großen Städten Krankenhäuser (türkisch Darüşşifa oder auch Şifahane), die zunächst eher dazu dienten, Personen mit ansteckenden oder psychiatrischen Krankheiten zu isolieren. Später übernahmen die Bimārestāns neben ihrer Rolle als öffentliche Krankenhäuser auch die medizinische Forschung und Lehre.

### Medizinische Behandlung
Häufig wurden Krankenhäuser als Teil eines sozio-religiösen Gebäudekomplexes um eine Moschee errichtet, zu dem auch eine Hochschule (Madrasa), Bibliothek, Apotheke und Küche gehörten. Meist finanzierte sich die Einrichtung durch eine religiöse Stiftung (Waqf). Bimārestāns waren säkulare Einrichtungen und behandelten Kranke unabhängig von Herkunft oder Religion. Ihre Statuten enthalten oft die Vorschrift, dass niemand abgewiesen werden dürfe und bleiben solle, bis die Gesundheit vollständig wieder hergestellt worden sei. Männer und Frauen wurden in getrennten, aber gleich ausgestatteten Abteilungen behandelt. Je nach Größe des Bimaristan konnten eigene Abteilungen für Geistes-, Infektions- und Augenkrankheiten, chirurgische und nicht-chirurgische Fälle eingerichtet werden.

### Ausbildung
Größere Bimaristans dienten auch als Medizinschulen und bildeten Ärzte aus. Die medizinische Ausbildung wurde von Privatlehrern, durch eigenes Studium und in Vorlesungen erworben. Die islamischen Krankenhäuser waren die ersten, die genaue Aufzeichnungen über Patienten und ihre Behandlungen führten. Meist waren die Studenten dafür verantwortlich, die Krankenakten zu führen, die von ausgebildeten Ärzten gesammelt wurden und als Grundlage für die Behandlung weiterer Patienten dienten. Spätestens zur Zeit der Abbasiden wurde eine förmliche Zulassung Voraussetzung für die Ausübung des Arztberufs. 931 erhielt Kalif al-Muqtadir Kenntnis vom Tod eines Kranken aufgrund eines ärztlichen Kunstfehlers. Daraufhin ordnete er an, dass Sinan ibn Thabit die Ärzte prüfen sollte. Niemand sollte ohne bestandene Prüfung Kranke behandeln dürfen.
Größere Bimārestāns lagen oft in unmittelbarer Nachbarschaft zu Hochschulen (madaris). Berühmte Madrasas wie die Nizāmīyas von Nīschāpūr, Isfahan, Balch oder Bagdad besaßen auch Krankenhäuser. Aus den Stiftungsgeldern wurden nicht nur Stipendien für ärztliche Behandlung, sondern auch für die Ausbildung gezahlt. Es bestand eine enge Verbindung zwischen theoretischer Medizin und Praxis. Berühmte muslimische Ärzte wie ibn Sīnā zählten häufig zur islamischen Gelehrtenschaft der ʿUlamā' und verfassten Werke zur islamischen Philosophie.

## Bedeutende Bimārestāns
Das Bimaristan des Nur ad-Din (1145) in Damaskus ist eines der ältesten erhaltenen Krankenhäuser Syriens. Moschee und Krankenhaus von Divriği in Anatolien (1228/29) zählen seit 1985 zum UNESCO-Weltkulturerbe.